# Bifrost
U nordijskoj mitologiji, Bifrost je most koji vodi iz zemlje smrtnika, tj. Midgarda u zemlju bogova, Asgard. Most je zapravo duga a njegov zaštitnik je bog Heimdall. Stvorili su ga Asi a uništen je u ragnaroku.